# اسرار کابیریان

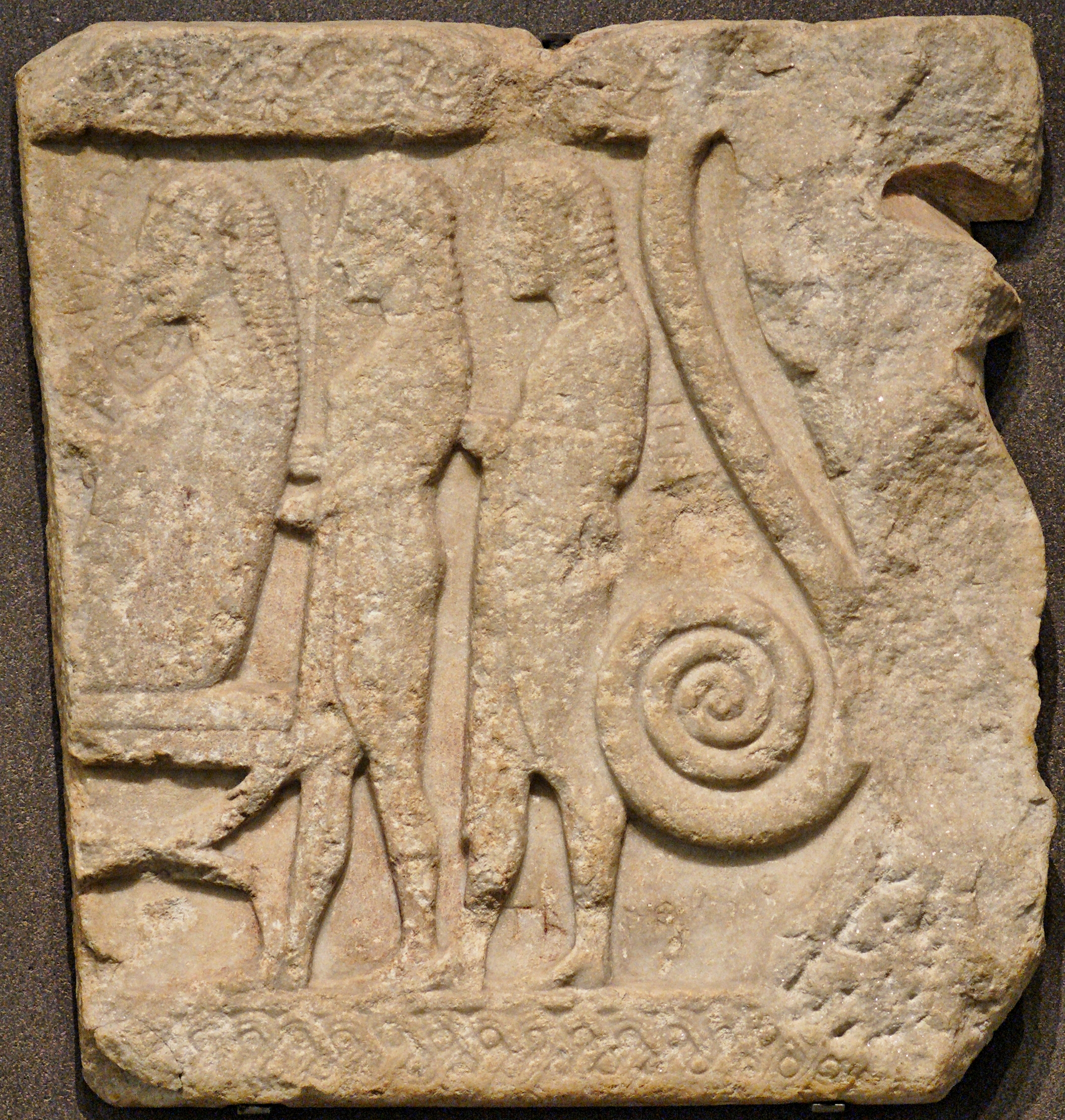
آگاممنون، تالتوبیوس و اپیوس از ساموثراکی، ۵۶۰ پیش از میلاد، لوور

اسرار کبیری یا اسرار کابیریان (یونانی باستان: Κάβειροι)  آیین‌ها و مراسم مذهبی باستانی بودند که به خدایان معروف به کبیری تقدیم می‌شدند. آنها گروهی از خدایان چتونیک بودند و در یک فرقه اسرارآمیز پرستیده می‌شدند که از نظر عقاید نزدیک به فرقهٔ پسر زئوس، هفائستوس بود. مرکز این فرقه در جزایر شمالی دریای اژه لیمنوس و احتمالاً ساموثراکی در مجموعه معبد ساموتراس بود و در تبای بود. اعتقاد بر این بود که آنها از دریانوردان محافظت می‌کردند و عبادت آنها سفرهای دریایی ایمن را تضمین می‌کرد.
خدایان و الهه‌هایی از جمله الهه مادر و ایزدبانوی باروری دمتر در مراسم آنها پرستش می‌شدند؛ بنابراین، اسرار کبیری نیز با باروری مرتبط است. مشخص کردن زمان دقیق شروع این مراسم دشوار است، با این حال، تخمین زده می‌شود که در قرن سوم قبل از میلاد محبوبیت زیادی به دست آوردند. علاوه بر این، برخلاف اسرار الوزیس، هیچ نشانه ای وجود ندارد که اسرار کابیریان در مورد زندگی پس از مرگ و تناسخ صحبت کرده باشد. از بسیاری جهات، آنها به عنوان شکل ابتدایی‌تری از یک دین اسرارآمیز در نظر گرفته می‌شوند.